# Catagramma antillena
Catagramma antillena är en fjärilsart som beskrevs av William James Kaye 1914. Catagramma antillena ingår i släktet Catagramma och familjen praktfjärilar. Inga underarter finns listade i Catalogue of Life.